# Savalou
Savalou is een van de 77 gemeenten (communes) in Benin. De gemeente ligt in het departement Collines en heeft een oppervlakte van 2.674 km². De gemeente telt 144.549 inwoners (2013). Savalou is opgedeeld in veertien arrondissementen waarvan er vier een stedelijk karakter (*) hebben:
- (Savalou-)Aga*
- (Savalou-)Agbado*
- (Savalou-)Attakè*
- Djalloukou
- Doumè
- Gobada
- Kpataba
- Lahotan
- Lèma
- Logozohè
- Monkpa
- Ottola
- Ouèssè*
- Tchetti

Aan het hoofd van de gemeente staan een burgemeester (maire) en een gemeenteraad (conseil communal) met 25 leden. Aan het hoofd van elk arrondissement staat een chef d'arrondissement. In 2020 werd Delidji Houindo burgemeester.
De landbouw vormt de belangrijkste economische sector. De belangrijkste landbouwproducten zijn yams, maniok, maïs, rijst, niébé, cashewnoten en groenten. Veeteelt wordt vooral beoefend door de Fulbe. Ook is er voedselverwerkende nijverheid.

## Geografie
De gemeente heeft in het westen een 65 kilometer lange grens met Togo. De gemeente ligt op een schiervlakte met een hoogte tussen 120 en 500 meter. Centraal loopt van noord naar zuid, over een afstand van 20 kilometer tussen de stad Savalou en Kpataba, een heuvelmassief met toppen boven de 500 meter. Ook Tchetti en Doumè zijn heuvelachtig. De belangrijkste rivieren zijn de Agbado, de Klou, de Gbogui, de Azokan en de Zou. Tijdens de droge seizoenen kunnen deze rivieren droogvallen. Het landschap bestaat voornamelijk uit savanne.
Het klimaat telt twee regenseizoenen (van maart tot juli en van september tot november). De gemiddelde jaarlijkse neerslaghoeveelheid bedraagt 1150 mm. De gemiddelde temperatuur bedraagt 27,1°C.

## Bevolking
De Mahi (Fon) vormden in 2004 de belangrijkste bevolkingsgroep met 58% van de bevolking. De Yoruba (Ifè, Itcha en Idaacha) vormen 32% van de bevolking. Daarnaast zijn er kleinere bevolkingsgroepen als gevolg van meer recente migratie: Yom-Lokpa (2,3%), Fulbe (2,2%) en Otamari (2,5%).
De meeste inwoners (46,5%) zijn aanhangers van een traditionele religie. 17,9% van de bevolking is katholiek, 11,2% moslim en 3,8% protestants.
Opm: Bevolkingscijfers in duizendtallen
Bron: Savalou Commune in Benin; 1979-2013: volkstellingen
Bron: Institut National de la Statistique Benin; 2013: volkstelling

## Geschiedenis

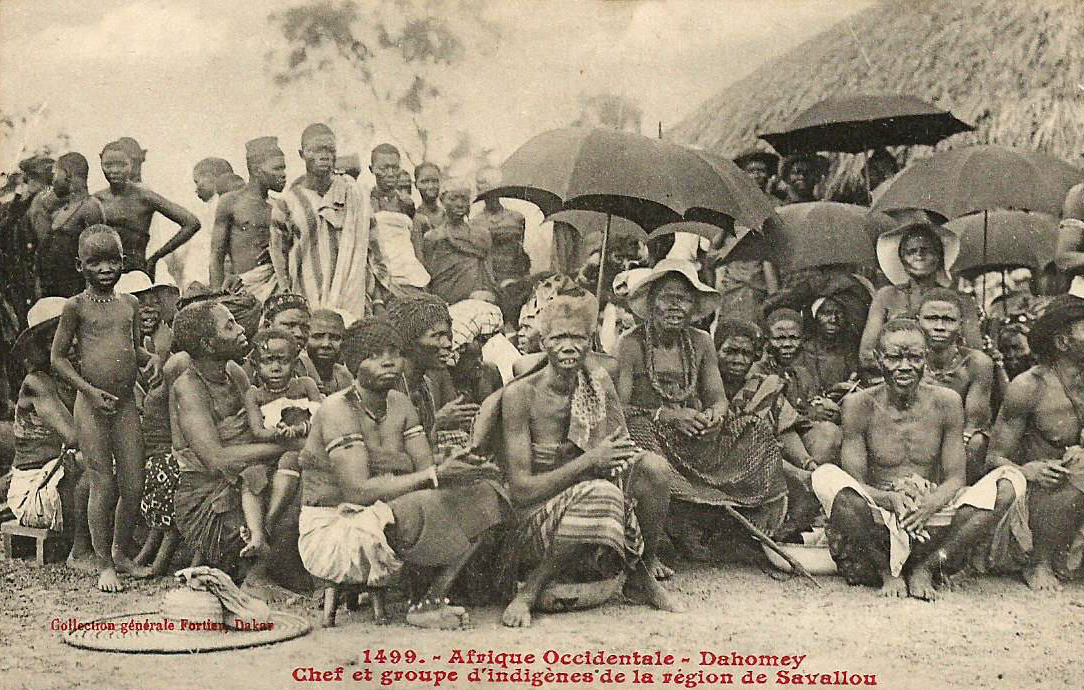
Dorpschef en entourage (begin 20e eeuw)

Savalou was een koninkrijk van de Houéda (Mahi). Savalou voerde regelmatig oorlog met het koninkrijk Abomey. Koning Zoundégla (1878-1901) tekende in 1894 een verdrag met de Franse militair Alfred Dodds waardoor Savalou een Frans protectoraat werd. Onder Frans bestuur en na de onafhankelijkheid werd de titel van koning louter ceremonieel.
Van 1909 tot het einde van de koloniale tijd was Savalou de hoofdplaats van de Cercle du moyen Dahomey. Aan het hoofd stond een koloniale administrator die een gebied van meer dan 16.000 km² bestuurde. De cercle omvatte de huidige gemeenten Savalou, Savè, Dassa-Zoumè, Ouèssè, Bantè, Bassila en Tchaourou. Door de wet van 15 januari 1999 werd het nieuw departement Collines opgericht. Tot 2016 had dit departement geen officiële hoofdstad en was Savalou de feitelijke prefectuur van Collines. In 2016 werd Dassa-Zoumè aangeduid als prefectuur maar ook daarna bleven de administratieve diensten nog in Savalou. Pas in 2020 werd in Dassa-Zoumè begonnen met de bouw van een nieuw administratief centrum.

## Geboren
- Paul Dossou (?-2003), politicus
- Dorothé Sossa (1956), advocate en politica
- Célestine Zanou (1960), politica

## Afbeeldingen

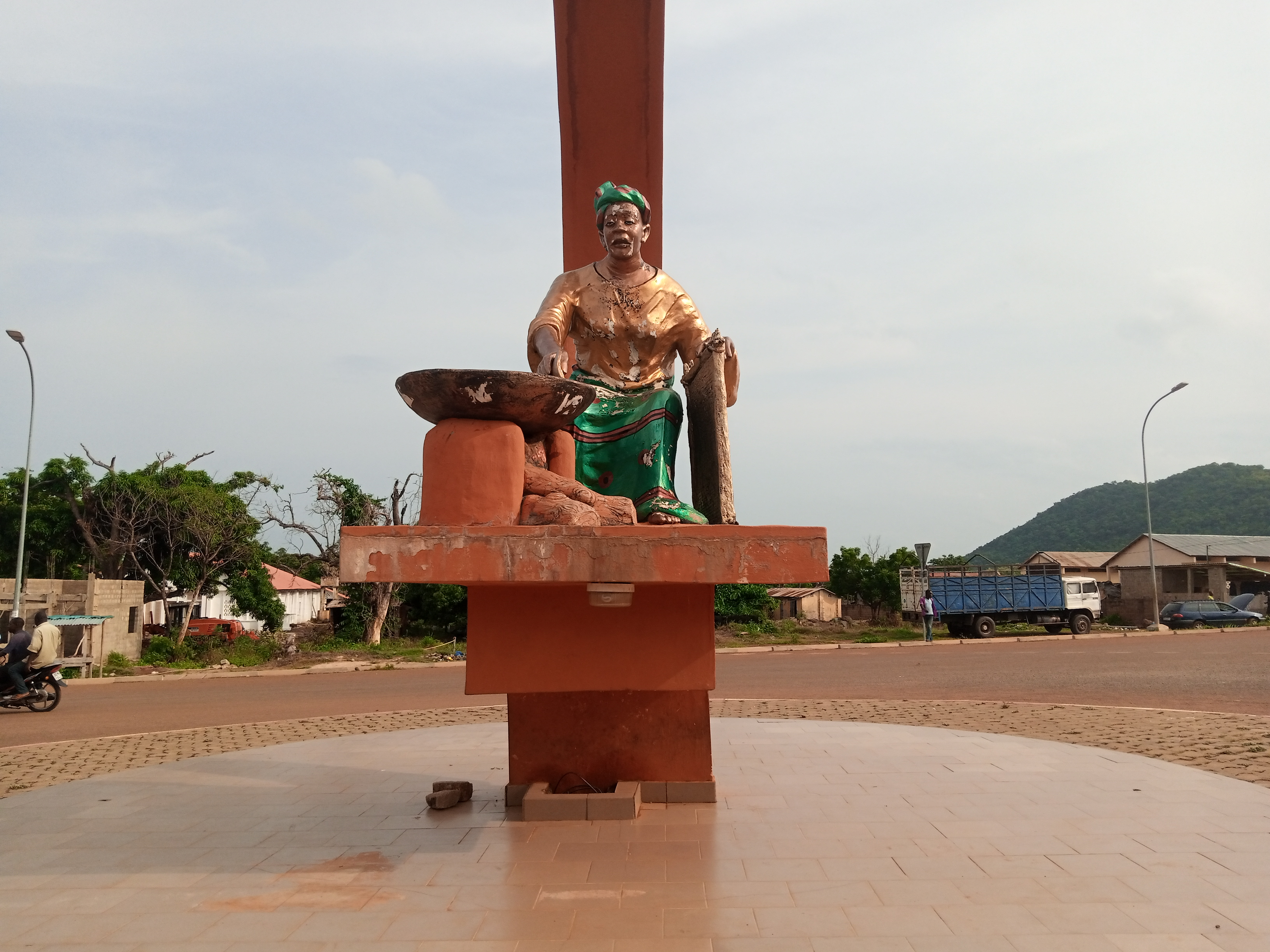
Monument
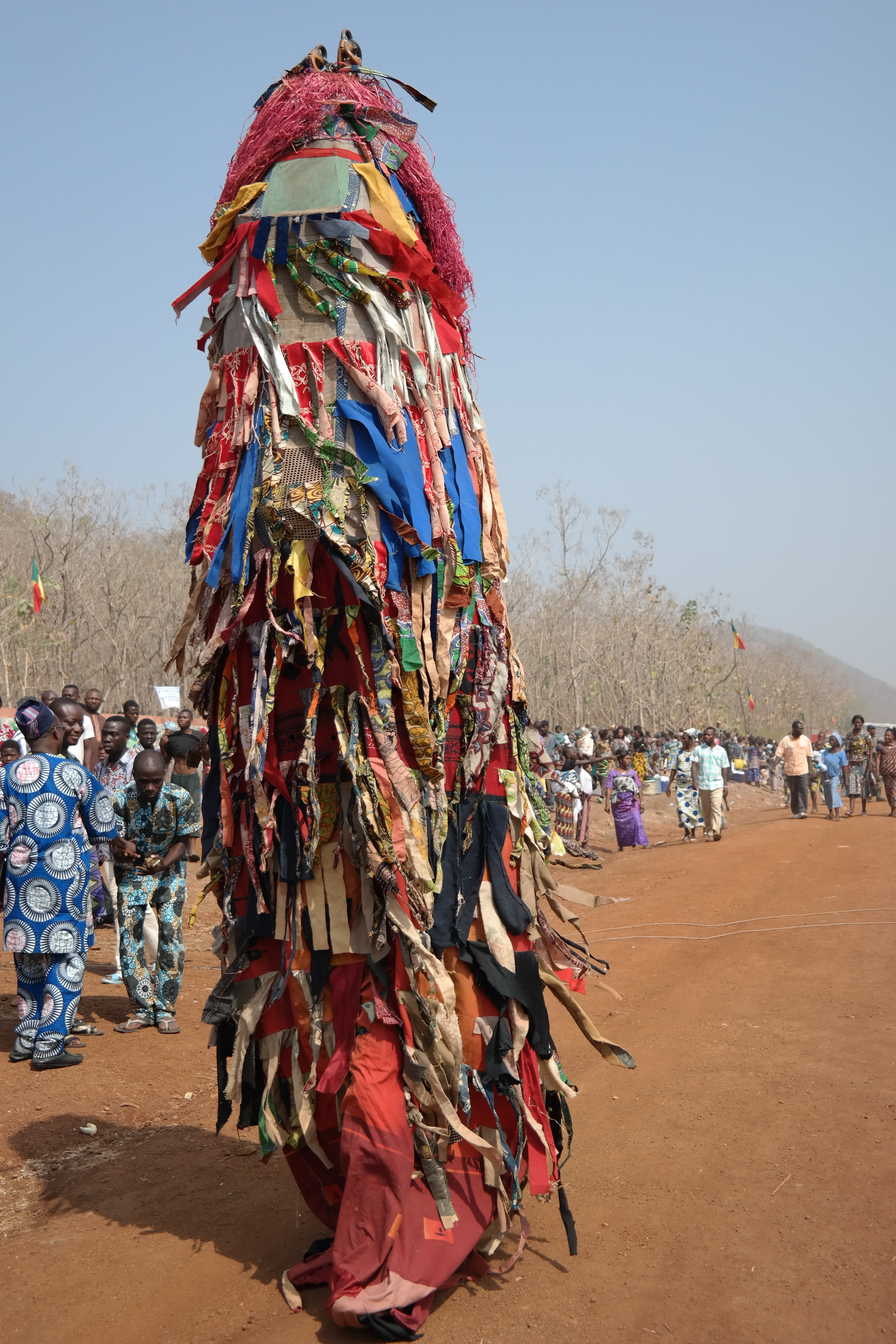
Traditioneel feest
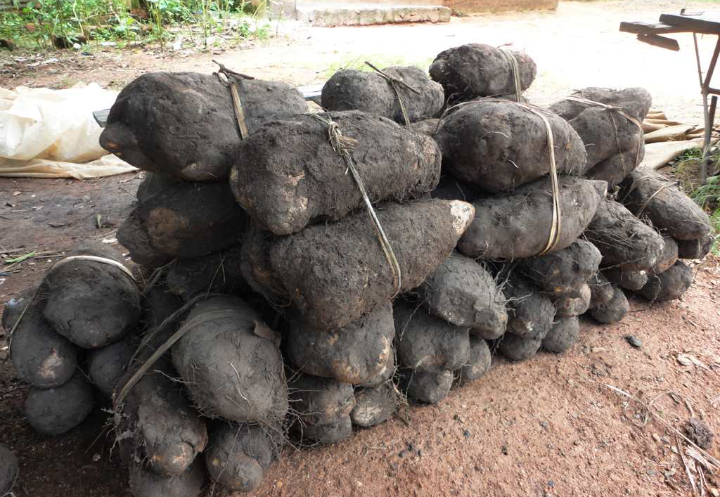
Oogst van yams
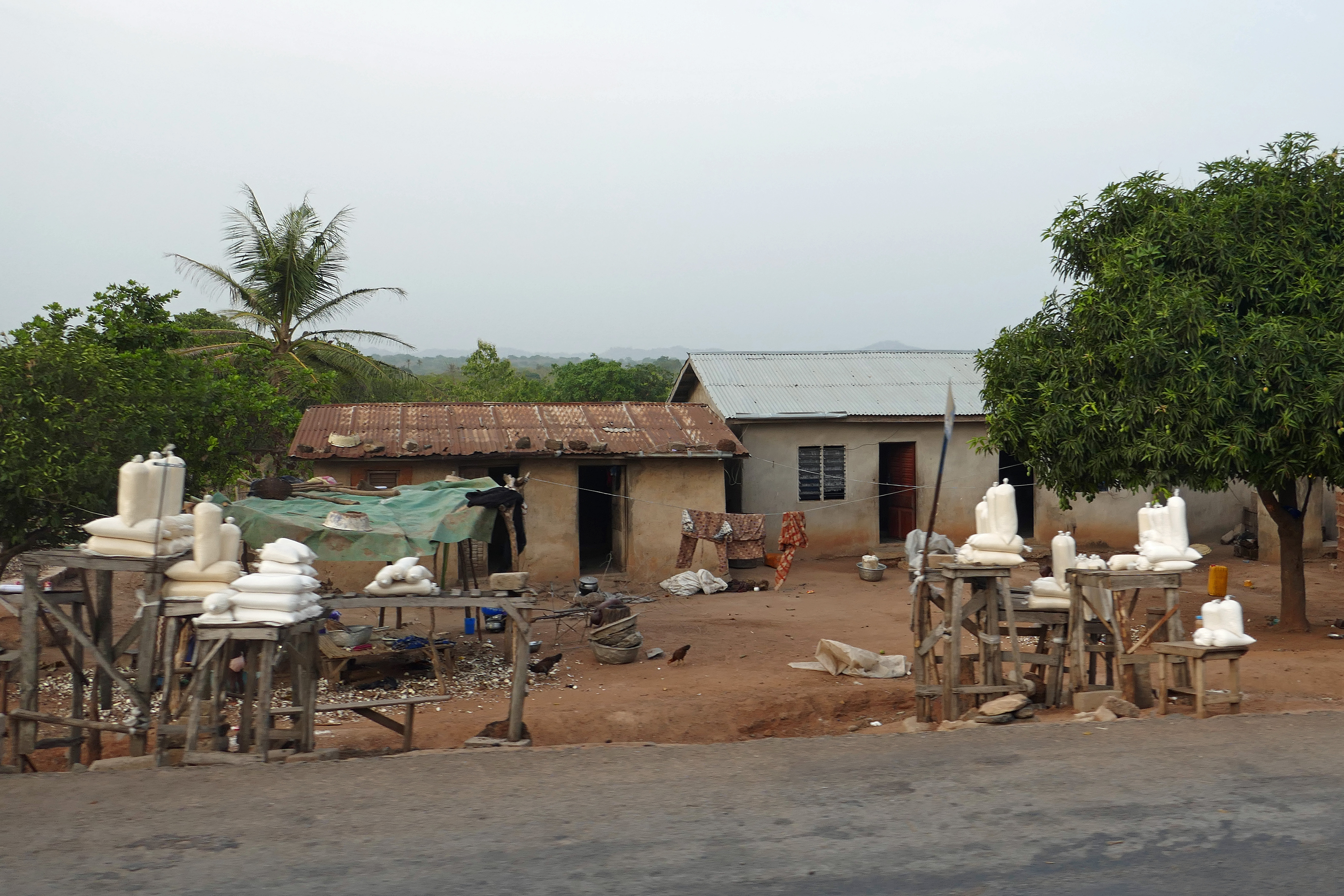
Verkoop op straat
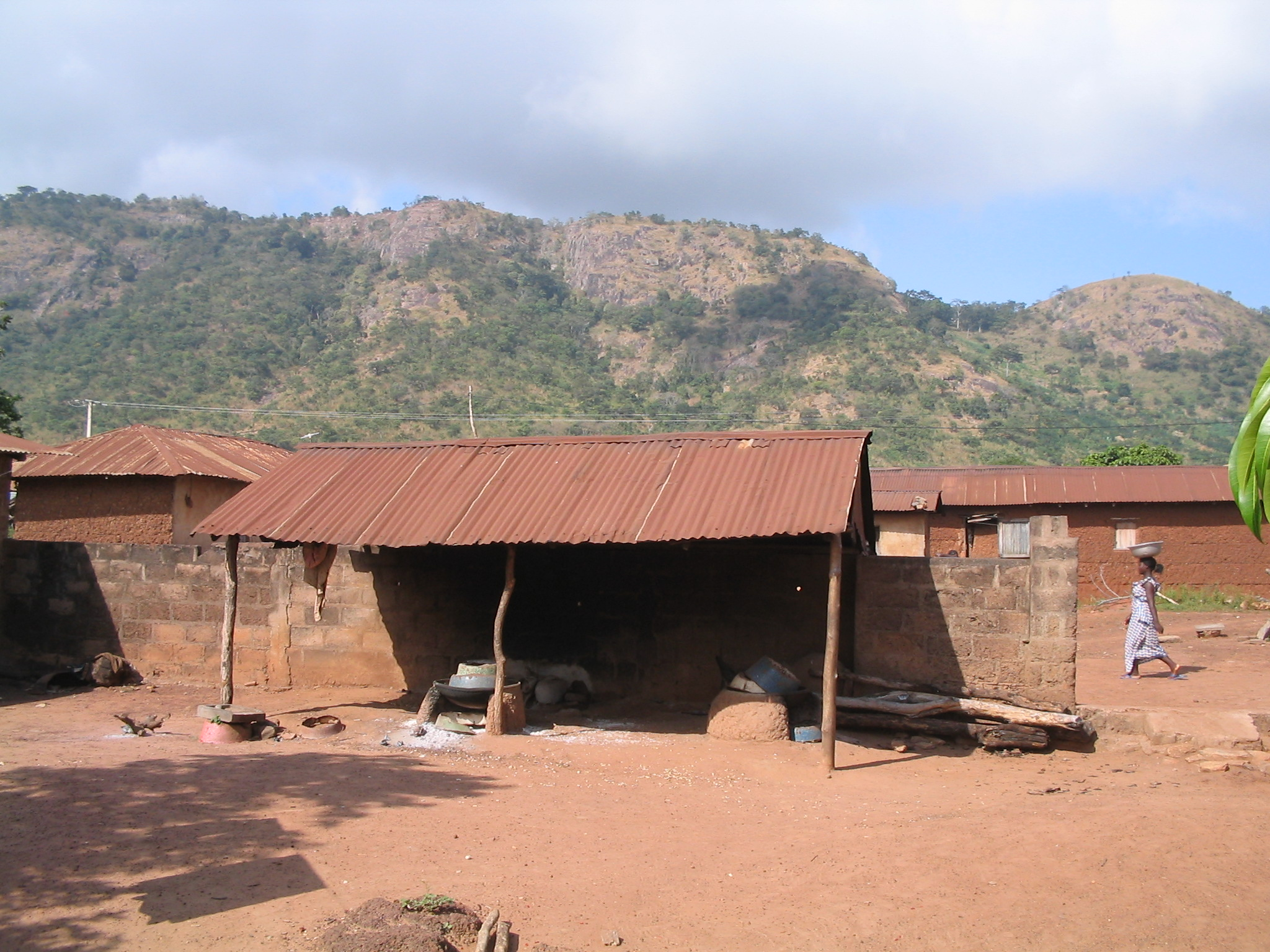
Woning